# Серафим Арсов
Серафим Арсов е български революционер, деец на Вътрешната македоно-одринска революционна организация.

## Биография
Серафим Арсов е роден през 1878/1880 година в кочанското село Кучичино, тогава в Османската империя. Остава неграмотен и се занимава със земеделие. Присъединява се към ВМОРО и е четник при Кръстьо Българията.
През Балканските войни (1912 – 1913) е македоно-одрински опълченец, четник в четата на Симеон Георгиев, 1-ва рота на 14-а Воденска дружина, щаб на 3-та бригада, носител на орден „За храброст“
След като родният му край остава в Сърбия след войната Арсов продължава с революционната си дейност. В март - май 1915 година е в четата на Иван Бърльо. През юли същата година е четник на Христо Хаджиандонов и Мише Кръстев.